# Frans van Oers
Franciscus Antonius Johannes (Frans) van Oers (Deurne, 8 september 1896 – Eindhoven, 7 mei 1965) was een Nederlands politicus.
Hij werd geboren als zoon van Hendrikus van Oers (1862-1927; bakker) en Johanna Maria Heijnen (1864-1927). Hij bezocht het Bisschoppelijk College in Weert en was daarna volontair bij de gemeentesecretarie van Westerhoven. Vervolgens ging hij werken bij de gemeente Helmond waar hij het bracht tot hoofdcommies. In 1933 volgde hij C.P. Barel op als gemeentesecretaris van Oosterhout en eind 1945 werd Van Oers daar benoemd tot burgemeester. Vanaf 1959 was hij daarnaast nog enige tijd waarnemend burgemeester van Teteringen. Van Oers ging in 1961 met pensioen. In 1965 zakte hij in elkaar op het station van Eindhoven waarna hij kort daarop in het Binnenziekenhuis op 68-jarige leeftijd overleed aan een hartverlamming.